# Tricholeon nigripes
Tricholeon nigripes är en insektsart som beskrevs av Douglas E. Kimmins 1948. Tricholeon nigripes ingår i släktet Tricholeon och familjen myrlejonsländor. Inga underarter finns listade i Catalogue of Life.